# Gree Electric
Gree Electric Appliances Inc. of Zhuhai (chiń. 珠海格力电器股份有限公司) – chińskie przedsiębiorstwo elektroniczne, zajmujące się produkcją sprzętu AGD. Zostało założone w 1991 roku, a swoją siedzibę ma w Zhuhai (prowincja Guangdong).
Oferta przedsiębiorstwa obejmuje klimatyzatory do użytku domowego, systemy klimatyzacji centralnej, pompy ciepła typu powietrze-woda, lodówki oraz inne urządzenia gospodarstwa domowego. W latach 2015–2021 przedsiębiorstwo działało też na rynku telefonów komórkowych.